# 彗星號列車

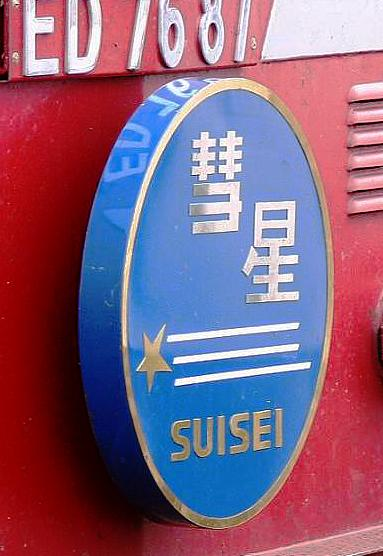
頭徽
（2005年攝影）

彗星（日语： Suisei */?）號列車是由西日本旅客鐵道（JR西日本）和九州旅客鐵道（JR九州）運行於京都站至南宮崎站之間的寢台特急列車。曾經該列車由日本國有鐵道（國鐵）營運。列車途經東海道本線、山陽本線和日豐本線。
此條目同時記載連接京阪神和日豐本線之間沿線各城市的優等列車之演變。

## 概要
寢台特急「彗星」在1968年10月開設，當時行走於新大阪站至宮崎站之間，後來運輸區間擴大與增加班次，在最頂盛時期設有5個往返班次。在1975年起，班次開始削減。在1989年，「彗星」的平均乘車率達到最高的93%。但是在1980年代以後，由於新幹線、飛機、渡輪和平宜的夜行巴士的出現使客量下跌。在2000年3月，列車由單獨運輸變成與「曉」結併，在2004年的平均乘車率只有30%。最後於2005年9月廢除。

### 列車名稱的由來
列車名稱取自天體的彗星，當時的夜行列車名稱會取自天體名詞。「彗星」這個名稱在1950年至1956年之間，1957年至1964年之間曾經被使用，當時為行走於東京站至大阪站之間，途經東海道本線的夜行急行列車。

## 末期的運行概況
列車編號不會因為運輸線區而改變，下行編號為33，上行則為34 。

### 停車站
京都站 - 新大阪站 - 大阪站 - 三之宮站 - 姬路站 - 岡山站 - 倉敷站 - 福山站 - （尾道站） - （三原站） - 〔新山口站〕 - 〔宇部站〕 - 〔厚狹站〕 - 下關站 - 門司站 - 小倉站 - 中津站 - 宇佐站 - 別府站 - 大分站 - 臼杵站 - 津久見站 - 佐伯站 - 延岡站 - 南延岡站 - 日向市站 - 高鍋站 - 宮崎站 - 南宮崎站
- 下行列車停靠（　）車站，上行列車停靠〔　〕車站。

在下行列車於別府站→南宮崎站之間，上行列車於南宮崎站→延岡站之間，乘客可購入企位特急券，以使用B寢台的座位（參見寢台券）。

### 使用車輛與編成
客車方面，使用JR西日本京都綜合運輸所所屬的14系15形客車。另外，一些季節期間減少2輛「彗星」開放式B寢台車，減少1輛「曉號列車曉」開放式B寢台車。
電力機車方面，京都站至下關站由下關車輛管理室配置的EF66形牽引，下行下關站至大分站之間與上行門司站至下關站之間由大分運輸所配置的EF81形牽引，下行大分站至南宮崎站之間和上行南宮崎站至門司站之間由大分運輸所配置的ED76形牽引。在「曉」結併前，於下關以東區間會由JR東日本田端運輸所配置，常駐於田町車輛中心的EF65形牽引，該機車實際上是用作牽引「出雲」。
| |                               |                               |                               |                               |                               |                               |                           |                           |                           |                           |                           |                           |                           |                           |
| 彗星、曉 |                               |                               |                               |                               |                               |                               |                           |                           |                           |                           |                           |                           |                           |                           |
| ←南宮崎、長崎方向京都方向→ |                               |                               |                               |                               |                               |                               |                           |                           |                           |                           |                           |                           |                           |                           |
| \| 列車名稱 運輸區間 \| 「彗星」 京都站至南宮崎站之間 \| 「彗星」 京都站至南宮崎站之間 \| 「彗星」 京都站至南宮崎站之間 \| 「彗星」 京都站至南宮崎站之間 \| 「彗星」 京都站至南宮崎站之間 \| 「彗星」 京都站至南宮崎站之間 \| 「曉」 京都站至長崎站之間 \| 「曉」 京都站至長崎站之間 \| 「曉」 京都站至長崎站之間 \| 「曉」 京都站至長崎站之間 \| 「曉」 京都站至長崎站之間 \| 「曉」 京都站至長崎站之間 \| 「曉」 京都站至長崎站之間 \| 「曉」 京都站至長崎站之間 \| \| 車廂號碼 \| 1 \| 2 \| (3) \| (4) \| 5 \| 6 \| 7 \| (8) \| 9 \| 10 \| 11 \| 12 \| 13 \| 14 \| \| 座位 \| B \| B1 \| B \| B \| B \| B \| B \| B \| B \| BC \| B \| A1 \| B1/B2 \| L \| |                               |                               |                               |                               |                               |                               |                           |                           |                           |                           |                           |                           |                           |                           |
| - 京都站至門司站之間結併運輸。 - ( ) 於繁忙時期連結。 |                               |                               |                               |                               |                               |                               |                           |                           |                           |                           |                           |                           |                           |                           |
| 圖例 A1=1人專用獨立包廂A寢台「Single Deluxe」 B1=1人專用獨立包廂B寢台「Solo」 B1/B2=1人專用獨立包廂B寢台「Single Twin」、2專用獨立包廂B寢台「Twin」組合車 BC=簡單4人專用B寢台「B間隔」 B=開放式B寢台 L=普通車廂座位指定席「Legato Seat」（座位車廂，設置女性專用座位） |                               |                               |                               |                               |                               |                               |                           |                           |                           |                           |                           |                           |                           |                           |
| 列車名稱 運輸區間 | 「彗星」 京都站至南宮崎站之間 | 「彗星」 京都站至南宮崎站之間 | 「彗星」 京都站至南宮崎站之間 | 「彗星」 京都站至南宮崎站之間 | 「彗星」 京都站至南宮崎站之間 | 「彗星」 京都站至南宮崎站之間 | 「曉」 京都站至長崎站之間 | 「曉」 京都站至長崎站之間 | 「曉」 京都站至長崎站之間 | 「曉」 京都站至長崎站之間 | 「曉」 京都站至長崎站之間 | 「曉」 京都站至長崎站之間 | 「曉」 京都站至長崎站之間 | 「曉」 京都站至長崎站之間 |
| 車廂號碼 | 1                             | 2                             | (3)                           | (4)                           | 5                             | 6                             | 7                         | (8)                       | 9                         | 10                        | 11                        | 12                        | 13                        | 14                        |
| 座位 | B                             | B1                            | B                             | B                             | B                             | B                             | B                         | B                         | B                         | BC                        | B                         | A1                        | B1/B2                     | L                         |

### 擔任乘務區
機車司機由自己鐵路公司區間擔任。車長方面，整個區間由九州旅客鐵道（JR九州）負責，京都站至小倉站之間由門司車長區派遣員工，小倉站至南宮崎站之間由大分車長中心派遣員工。
※由於門司車長區設置於小倉站，因此車長會在小倉站交班

## 京阪神與日豐本線之間夜行優等列車之演變
- 1959年（昭和34年）9月22日：開設連接京阪神和九州東部之間的夜行急行列車「國東」，當時行走於京都站至大分站之間。另外，於京都站至門司站之間與在熊本到發的「天草」結併運輸。
在東京站至都城站之間，截至1950年已經設有夜行急行「高千穗」（在1956年起，列車名稱使用漢字書寫），由於該列車於東京到發，因此京阪神的乘客較難乘坐該列車。
- 1960年（昭和35年）6月1日：「國東」延長至於都城到發，列車名稱改為「日向」（日语：／）。同時繼續與「天草」結併。
- 1961年（昭和36年）10月1日：「日向」開始單獨運輸。另外開設不定期列車「第2日向」，行走於大阪站至南延岡站之間。
- 1965年（昭和40年）10月1日：實施時間表修正（日语：1965年10月1日・11月1日国鉄ダイヤ改正），設有以下改動。
  1. 開設行走於新大阪站至宮崎站之間的寢台急行列車「夕月」（日语：／）。
  2. 開設觀光團體專用列車（日语：団体専用列車）「九州第2觀光號」，行走於大阪站至早岐站、大分站之間。
    - 關於九州方向的觀光團體專用列車中，於1961年已經開設行走於東京站至長崎站、大分站之間的「九州觀光團體專用列車」（在該修正中改名為「九州第1觀光號」）。兩架「九州觀光號」在博多站至肥前山口站之間結併運輸。因此，駛入大分站的下行班次為「第2觀光號」，上行班次為「第1觀光號」。
- 1967年（昭和42年）10月1日：「九州第2觀光號」改名為「平戶」和「夕月2號」，並繼續行走於大阪至早岐、大分之間。
在1967年至1972年之間，開設了臨時急行「壽」，該列車主要讓「壽周遊票」的新婚旅客使用，行走於大阪站至宮崎站之間，該列車只連結一等寢台車（日语：A寝台）。開設的原因是許多新婚夫婦的旅行地點都是在宮崎縣。此外，在1971年至1972年之間也開設了臨時夜行急行列車「南九州綠」，該列車於廣島到發，整架列車只有綠色車廂，下行班次前往西鹿兒島，上行班次從宮崎出發。
- 1968年（昭和43年）10月1日：實施「4・3・10（日语：ヨンサントオ）」時間表修正，設有以下改動。
  1. 開設行走於新大阪站至宮崎站之間的寢台特急列車「彗星」（日语：／）。
  2. 「日向」、「夕月」的客車急行整合為「日南」（日语：／）。列車分別行走於大阪（下行）、新大阪（上行）至宮崎之間，京都至都城站之間和大阪至南延岡之間（季節列車。在多客時期會延長至宮崎），共有3個往返班次。而原來的觀光團體專用列車則被廢除。
    - 另外，「日向」這個列車名稱後來變成了行走於大阪至宮崎之間的日間柴油列車特急（末期為電動列車特急），於山陽新幹線全線開通後廢除。後來在2000年起，「日向」變成了行走於延岡站至宮崎機場站之間的特急列車（但是列車名稱以平假名「」書寫）。

  3. 「日南」在多客時期會加班，開設急行「別府」。「別府」設有1個往返班次使用電動列車行走，2個往返班次使用寢台客車行走。電動列車的班次行走於新大阪至別府之間（在門司與於博多到發的「筑紫」解結併），客車班次行走於新大阪或大阪至大分之間（各1個往返班次）（於大阪到發的班次中，會在門司與於佐世保到發的「西海」解結併）。
- 1970年（昭和45年）10月1日：「彗星」改於都城到發。
- 1972年（昭和47年）3月15日：「彗星」增加1個往返班次，行走於新大阪至大分之間。使「彗星」共有2個往返班次。
- 1973年（昭和48年）
  - 5月9日：日豐本線的上行列車由於車務調用的關係，會與C57形蒸氣機車（日语：国鉄C57形蒸気機関車）作機車重聯行走。這是國鐵線內，最後一架定期特急列車由蒸氣機車牽引[2]。
  - 10月1日：實施時間表從修正，設有以下改動。
    1. 「彗星」增加2個往返班次，均行走於新大阪至大分之間。使「彗星」共有4個往返班次（都城到發的班次為下行1號、上行3號）。另所，上下行2號在門司與於佐世保到發的「曉」解結併。增加的班次除了使用14系客車外，1個往返班次使用新製造的24系客車。
    2. 隨著「彗星」加班，「別府」廢除。
- 1974年（昭和49年）4月25日：「彗星」增加至5個往返班次。行走於新大阪至大分（下行3、5號，上行1、2號。下行3號和上行2號會與「曉」結併）、宮崎（下行1、4號，上行4、5號）、都城（下行2號、上行3號）之間。在這個修正中，「曉」部分車廂也開始連結新製造的24系25形客車，成為首架設有2段B寢台的列車。
- 1975年（昭和50年）3月10日：隨著山陽新幹線全線開通，實施時間表修正（日语：1975年3月10日国鉄ダイヤ改正），設有以下改動。
  1. 「彗星」減至3個往返班次。於大分（下行3號，上行1號）、宮崎（下行1號，上行3號）、都城（上下行2號）到發，各有1個往返班次。另外，上下行的1、3號改用583系電動列車（日语：国鉄583系電車）。
  2. 「日南」於日豐本線內急行列車區間被廢除。取而代之為開設行走於新大阪至大分之間的列車「國東」，只有1個往返班次。
    - 關於夜行座位列車「國東」，開設的目的是為了改善在來線客車老化而開設，當時「國東」使用了14系座位客車，成為急行列車首次使用這個編成。
- 1978年（昭和53年）10月1日：實施「53・10（日语：ゴーサントオ）」時間表修正，設有以下改動。
  1. 「彗星」於大分到發的班次改用24系25形客車。
  2. 「國東」與於熊本到發的「阿蘇」結併運輸。
- 1980年（昭和55年）10月1日：於大分到發的「彗星」和「國東」廢除。「彗星」減少至2個往返班次。
- 1984年（昭和59年）2月1日：於宮崎到發的「彗星」廢除。當時的「彗星」只剩下1個往返班次，使用24系25形客車，行走於新大阪至都城之間。

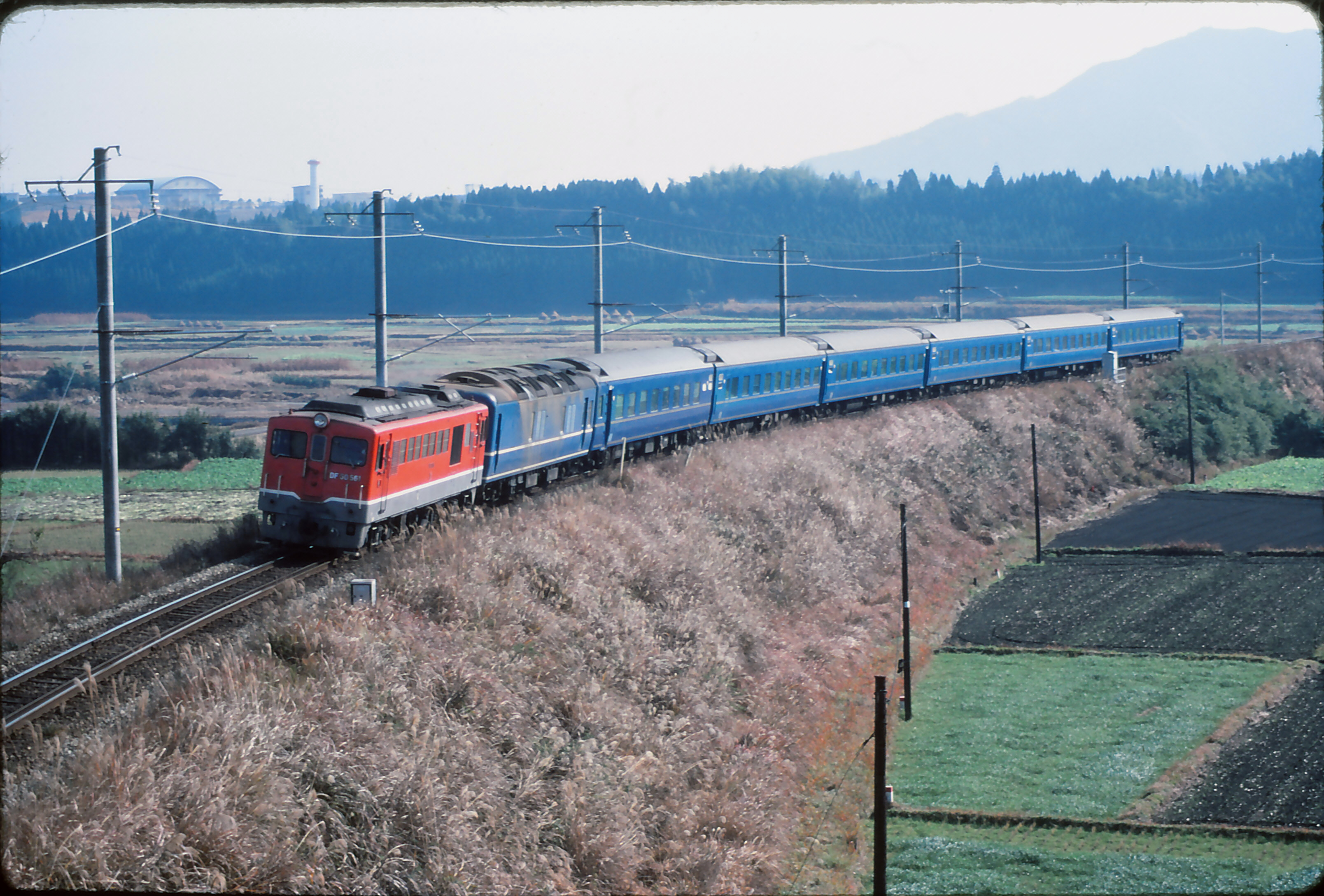
彗星2號（新大阪-都城）

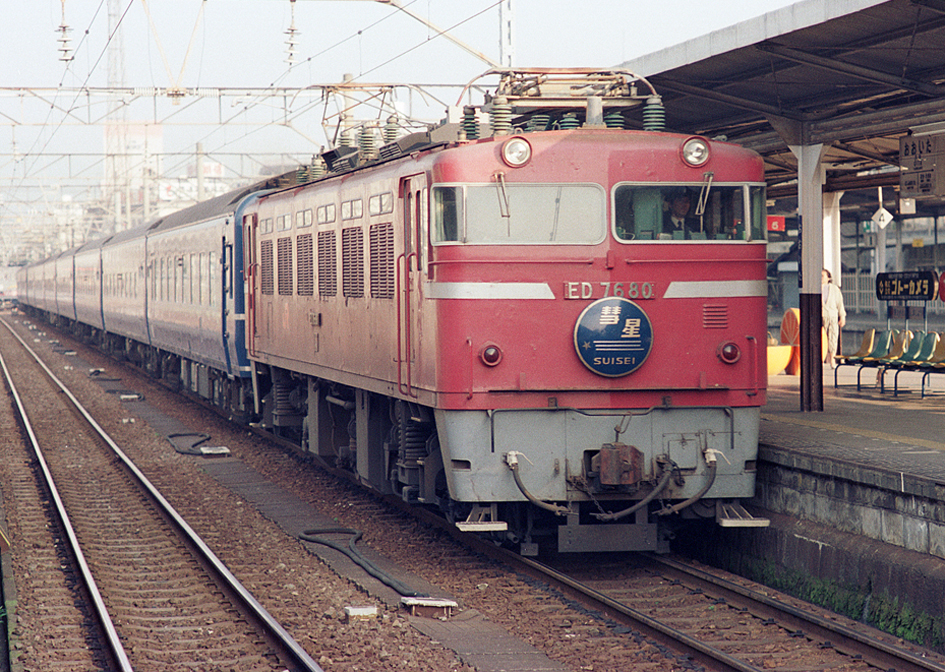
ED76 80牽引14系15形客車 寢台特急「彗星」（1988年 大分站）

- 1986年（昭和61年）11月1日：「彗星」的車輛改用14系15形。
- 1994年（平成6年）12月3日：「彗星」的車輛改用24系25形。
- 1995年（平成7年）
  - 1月17日：發生阪神大地震，使東海道、山陽本線（JR神戶線）全線不能通行，「彗星」暫停服務。
    - 於1月30日，「曉」與「那霸」開設臨時列車，繞過受災區間，但是「彗星」沒有這個惜施[3]。

  - 4月1日：「彗星」重開[4]。
  - 4月20日：在春天的時間表修正中，列車改於南宮崎到發。
- 1997年（平成9年）11月29日：於東京到發的「富士」之運輸區間縮短至大分，自此「彗星」成為唯一駛入南宮崎的寢台特急。
- 2000年（平成12年）3月11日：隨著使用人次減少，「彗星」開始與前往長崎的「曉」結併運輸。由於「曉」原本於京都站到發，因此「彗星」也把到發站由新大阪改為京都。同時，「彗星」不再停靠神戶，改停三之宮。使用車輛方面，再次使用14系15形，增加1人專用B包廂寢台「Solo」，直至廢除都是這個安排。
- 2005年（平成17年）10月1日：「彗星」廢除。從9月30日出發的班次中，由於車務調動的關係，下行班次改於大分為終點站。自於，京阪神與日豐本線之間再沒有特急列車連接。
  - 而「曉」則繼續營運，並改為連接於熊本到發的「那霸」。以「那霸·曉」的名義一直營運至2008年（平成20年）3月15日，當日廢除「那霸·曉」後，京阪神與九州之間再沒有寢台列車（包含急行）班次。

| 編成     | 彗星編成（京都→大分） | 彗星編成（京都→大分） | 彗星編成（京都→大分） | 彗星編成（京都→大分） | 彗星編成（京都→大分） | 彗星編成（京都→大分） | 曉編成（京都→長崎） | 曉編成（京都→長崎） | 曉編成（京都→長崎） | 曉編成（京都→長崎） | 曉編成（京都→長崎） | 曉編成（京都→長崎） |
| 車廂號碼 | 1                     | 2                     | 3                     | 4                     | 5                     | 6                     | 7                   | 8                   | 9                   | 10                  | 11                  | 12                  |
| 客車款式 | SuHaNeFu15 3          | OHaNe15 353           | OHaNe15 31            | OHaNe15 32            | OHaNe15 41            | SuHaNe15 4            | SuHaNeFu15 14       | ORoNe14 303         | OHaNe14 303         | OHaNe15 351         | SuHaNeFu15 7        | OHa14 301           |
| 機車     | 京都→下關 EF66-42     | 京都→下關 EF66-42     | 京都→下關 EF66-42     | 京都→下關 EF66-42     | 下關→大分 EF81-411    | 下關→大分 EF81-411    | 下關→大分 EF81-411  | 下關→大分 EF81-411  | 門司→長崎 ED76-     | 門司→長崎 ED76-     | 門司→長崎 ED76-     | 門司→長崎 ED76-     |

| 編成     | 彗星編成（南宮崎→京都） | 彗星編成（南宮崎→京都） | 彗星編成（南宮崎→京都） | 彗星編成（南宮崎→京都） | 彗星編成（南宮崎→京都） | 彗星編成（南宮崎→京都） | 曉編成（長崎→京都） | 曉編成（長崎→京都） | 曉編成（長崎→京都） | 曉編成（長崎→京都） | 曉編成（長崎→京都） | 曉編成（長崎→京都） | 曉編成（長崎→京都） |
| 車廂號碼 | 1                       | 2                       | 3                       | 4                       | 5                       | 6                       | 7                   | 9                   | 10                  | 11                  | 12                  | 13                  | 14                  |
| 客車款式 | SuHaNeFu15 19           | OHaNe15 352             | OHaNe15 37              | OHaNe15 33              | OHaNe15 42              | SuHaNeFu15 17           | SuHaNeFu15 18       | OHaNe15 40          | OHaNe15 30          | SuHaNeFu15 12       | ORoNe14 302         | OHaNe14 302         | OHa14 302           |
| 機車     | 南宮崎→大分 ED76-87     | 南宮崎→大分 ED76-87     | 南宮崎→大分 ED76-87     | 大分→門司 ED76-66       | 大分→門司 ED76-66       | 大分→門司 ED76-66       | 長崎→門司 ED76-     | 長崎→門司 ED76-     | 門司→下關 EF81-410  | 門司→下關 EF81-410  | 下關→京都 EF66-53   | 下關→京都 EF66-53   | 下關→京都 EF66-53   |

### 列車名稱的由來
- 「壽」：由於該列車的目標客源是度蜜月客，因此以一個祝福詞作為列車名稱。另外，為度蜜月客推出的「綠周遊券」於發售當初是名為「壽周遊券」。
- 「彗星」（日语：／）：以「夜行列車名稱取自天體」作為慣例，列車名稱取自天體的彗星。
- 「國東」：取自大分縣東北部國東半島（日语：／）。
- 「南九州綠」：取自列車目的地南九州，加上使用車輛只連結綠色車廂。目標客源是度蜜月客而設。
- 「日南」（日语：／）：取自列車目的地宮崎縣之舊國名（日语：旧国名）（令制國）日向國之南部。
- 「日向」（日语：／）：取自列車目的地宮崎縣之舊國名（令制國）日向國。
- 「別府」：取自目的地，著名的溫泉地，大分縣的別府市。
- 「夕月」（日语：／）：以「夜行列車名稱取自天體」作為慣例，列車名稱取自傍晚（夕）的月亮。

## 注腳
1. 1 2 3  寝台特急「彗星」、廃止へ （页面存档备份，存于）（日語） - 維基新聞 2005年8月8日
2. ↑   15 (2008年11月號). Neko出版. 2008 （日语）.
3. ↑  交通新聞社 (编). . 西日本旅客鐵道. 1996: 709 （日语）.
4. ↑  交通新聞社 (编). . 西日本旅客鐵道. 1996: 1110 （日语）.